# Animátor

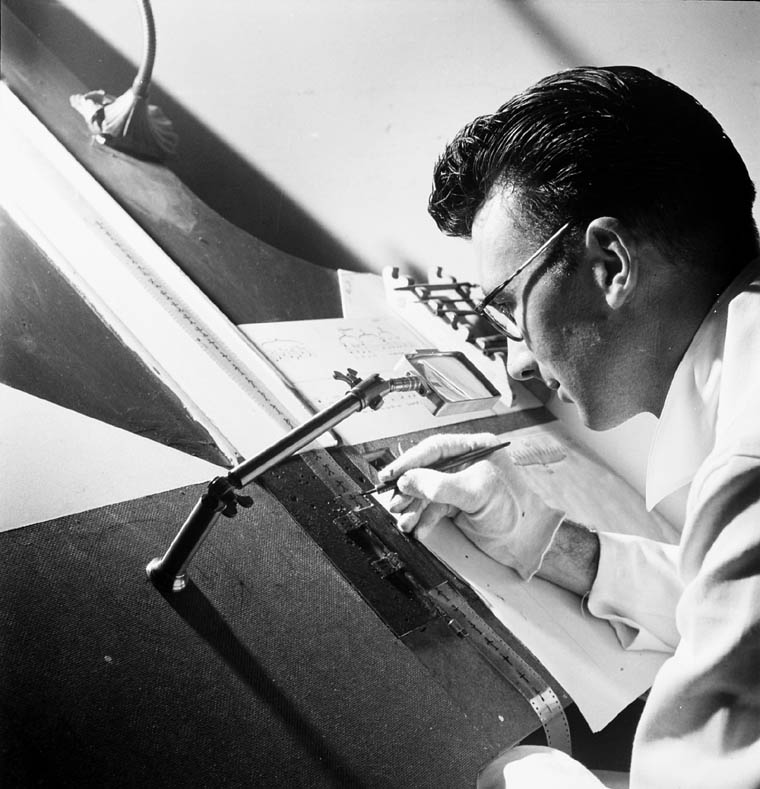
Norman McLaren (1944)

Az animátor vagy mozdulattervező olyan alkotó, aki az animációs film szereplőinek, mozgó tárgyainak mozgási stílusát, karakterét, tempóját skiccekben lerajzolva tervezi meg. A kulcsrajzoló a mozgás fő képkockáinak kulcspozícióit (key frame) készíti el, ezzel keltve a mozgás illúzióját. A fázisrajzoló pedig pontosan megrajzol minden egyes szükséges képkockát, mozgásfázist.
Megkülönböztetjük azt az animátort, aki az animáció területén bármit képes megmozdítani, legyen az akármilyen tárgy vagy élőlény, minden különösebb és felesleges személyiségjegy nélkül, illetve karakter animátort, aki egy-egy összetettebb személyiséget kelt életre.

## Az animátor feladata
Munkája a filmművészet mellett megjelenik több területen, mint például a videojátékok és az internet világában. Az animációs film mozdulattervezője a rajzfilm „színésze”.
Az ötlet megszületését követően elkészül a forgatókönyv, megtervezik a történet figuráit, és a külső jegyek mellé a rendező megálmodja a karakter személyiségét. Ekkor veszi kezdetét az animátor munkája.
Megkapja a forgatókönyv hanganyagát, az adott karakterhez kapcsolódó színész korábban rögzített szövegét és ez alapján elkészíti a figura mozgását. Rajta múlik, a rendező instrukciói után, hogyan reagál az animációs figura az elé táruló világra.

## Az animátor munkaeszközei
A hagyományos 2D-s technikával dolgozó mozdulattervező fontosabb munkaeszközei a következőek:
- Animációs papír
  - Papírlyukasztó
- Stift (amolyan „papírtartó”, amelyen a kilyukasztott lapokat rögzítik)
- Átvilágítós rajzasztal
- Expozíciós lista (a rajzok listája)
- Tükör (a jelenethez szükséges mozgások, vagy a mimika megfigyeléséhez)
  - Esetleg videokamera (a referencia mozgások rögzítéséhez)

A kötelező ceruzákon, radírokon és hegyezőn kívül az animátornak több dologra is szüksége van a munkájához. Nincs szükség speciális anyagú papírra, de a lapoknak elég merevnek kell lenniük ahhoz, hogy több rajzpapírt az egyik kezével összefogva, a másikkal „lepörgethesse” őket (így megítélhető a mozgás az addig elkészült rajzokkal és ki lehet szűrni a nyilvánvaló hibákat). A papírnak ugyanakkor elég áttetszőnek is kell lennie ahhoz, hogy az alátett rajz átlátsszon rajta. Mindenekelőtt az animátornak az azonos méretű papírlapokat ki kell lyukasztania, hogy a stiftre felfűzhetőek és így rögzíthetőek legyenek. (Szabványos méretű, előre lyukasztott papír és stift az animációs kellékeket forgalmazó üzletekben vagy jobb művészkellék-szakboltokban szerezhetőek be.)
A film összes rajzának azonos pozícióját a szabványos „illesztőtüske”, azaz - elterjedt német kifejezéssel - a stift biztosítja: erre illeszti az animátor a papírlapokat, így azok egymáshoz képest nem mozdulhatnak el (természetesen a lyukaknak az alkalmazott stiftszabványhoz kell igazodniuk). A stift a lyukasztott papír tetejére (felső stift) vagy alsó szélére (alsó stift) illeszthető.
Az animátor munkája javarészt abból áll, hogy az adott figura mozdulatainak egyes pillanatait kell rajzról rajzra, aprólékosan megrajzolnia. Ehhez legalább két, de inkább több rajzot kell látnia egyszerre, egymásra téve, hogy az egymáshoz való helyzetüket is lássa. Mivel ez legkönnyebben úgy érhető el, ha a rajzok alulról meg vannak világítva, ajánlatos átvilágítós asztalon dolgoznia.
A munka során az expozíciós listán tudja bejegyezni a jelenet rajzait és rétegeit. Ez egy függőlegesen és vízszintesen felosztott lista, amelyen a vízszintes vonalak a film egy-egy kockáját ábrázolják, a függőleges oszlopok pedig – egy profi körülmények között készülő animációs film gyártásánál – már tartalmazzák a szöveges dialógot és az operatőrre vonatkozó utasításokat (képméret, kameramozgás). A mozdulattervező ezek mellé jegyzi be az animáció rajzainak rétegekeit (egy jelenet általában számos rétegből épül fel), ezek egymásutánisága balról jobbra attól függ, hogy milyen sorrendben kell a kamera „alatt” elhelyezkedniük.
(A bejegyzés Tony White: The Animator's Workbook - Step-by-Step Techniques of Draw Animation című könyvének bejegyzéseinek átdolgozával készült.)

## Az animáció 12 alapelve
Az 1930-as években a Disney stúdiónál végbement animációs fejlődés központi szerepet játszott a rajzfilmes mozgás paramétereinek megszilárdulásában. Ebben az időszakban animátorok kiváló csapata kezdett el kísérletezni az animációs mozgatással. Walt Disney arra ösztönözte animátorait, hogy fejlesszék tudásukat, és törekedjenek a fizikailag hihetőbb animált világ megalkotására. Fokozatosan alakult ki a mozgatás nyelvezete, mely az animáció elvei néven vált ismertté. Ezeket az alapelveket fogalmazta meg 12 pontban két legendás Disney animátor, Frank Thomas és Ollie Johnston.
1. Összenyomás és szétnyújtás (gumiszerű mozgatás)

2. Előkészítés (előkészítő mozdulatok)

3. Színrevitel (a cselekmény félreérthetetlenül tiszta bemutatása)

4. Folyamatos, egymásra épülő mozdulatok vagy póztól pózig történő mozgatás (az animáció két különböző megközelítése)

5. Lecsillapodó mozgások, átfedő mozdulatok és lemaradás

6. A mozdulatok lassú indítása és lassú befejezése

7. Ívek (íves mozdulatok)

8. Másodlagos mozgások (kiegészítő gesztusok, melyek a főcselekményre épülve további dimenziókat adnak a karakteranimációnak)

9. Időzítés

10. Eltúlzás

11. Erős, térbeli rajzok (tradicionális 2D technikánál)

12. Megjelenés (vonzó külső: design, arányok, egyszerűség)
- Forrás: The English Wikipedia

## Híres animátorok
- James Baxter
- Ken Harris
- Ray Harryhausen
- Glen Keane
- Ryan Larkin
- Chuck Jones
- Bill Plympton
- Jan Švankmajer
- Richard Williams

### Disney kilenc öregembere
- Les Clark
- Marc Davis
- Ollie Johnston
- Milth Kahl
- Ward Kimball
- Eric Larson
- John Lounsbery
- Wolfgang Reitherman
- Frank Thomas

## Könyvek (angol nyelven)
- Preston Blair: Cartoon Animation
- Shamus Culhane: Animation from Script to Screen
- Kit Laybourne: The Animation Book : A Complete Guide to Animated Filmmaking—From Flip-Books to Sound Cartoons to 3-D Animation
- Frank Thomas & Ollie Johnston: Disney Animation: The Illusion of Life
- Richard Williams: The Animator's Survival Kit: A Manual of Methods, Principles, and Formulas for Classical, Computer, Games, Stop Motion, and Internet Animators